# Aphanotrigonum
Aphanotrigonum là một chi ruồi trong họ Chloropidae.